# Ädelost (källkritik)
Ädelost eller ÄdelOST är en källkritisk metod som används för att kontrollera fakta.

## Ädelost
Ordet ädelost används för att komma ihåg de olika grundpelarna. Dessa är de följande bokstäverna i ordet ädelost och vad de står för:
- Äkthet: Är källan sann eller falsk?
- Oberoende: Är källan oberoende; för att information ska vara tillförlitlig ska det helst finnas två källor som säger samma sak som inte stödjer sig på varandra.
- Samband: Om två källor jämförs föredras oftast den källa som ligger närmast händelsen i tid. Frågor som kan ställas är till exempel: när uppkom källan? Är den aktuell?
- Tendens: En källa ska i möjligaste mån vara självständig. Därför ska en källa, för att uppnå högre status, vara fri från personliga, ekonomiska, politiska eller andra intressen som kan arbeta för att förvränga den. Om en källa kan misstänkas för att vilja vilseleda eller förvränga information ska man utgå ifrån att den gör det.